# Albert von Schrenck-Notzing

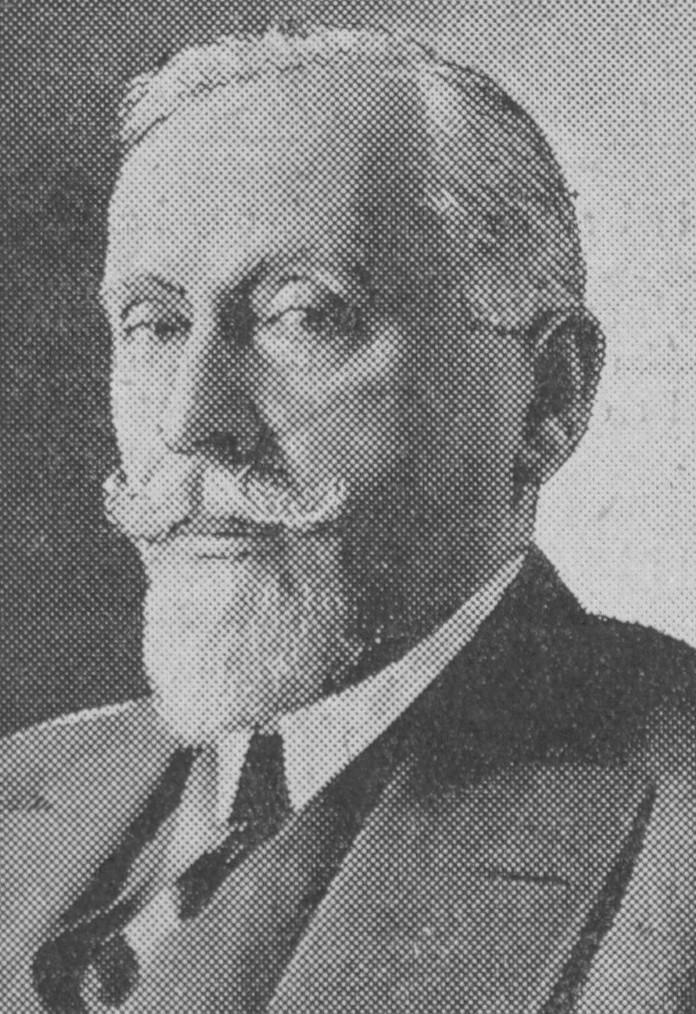
Albert von Schrenck-Notzing, um 1929

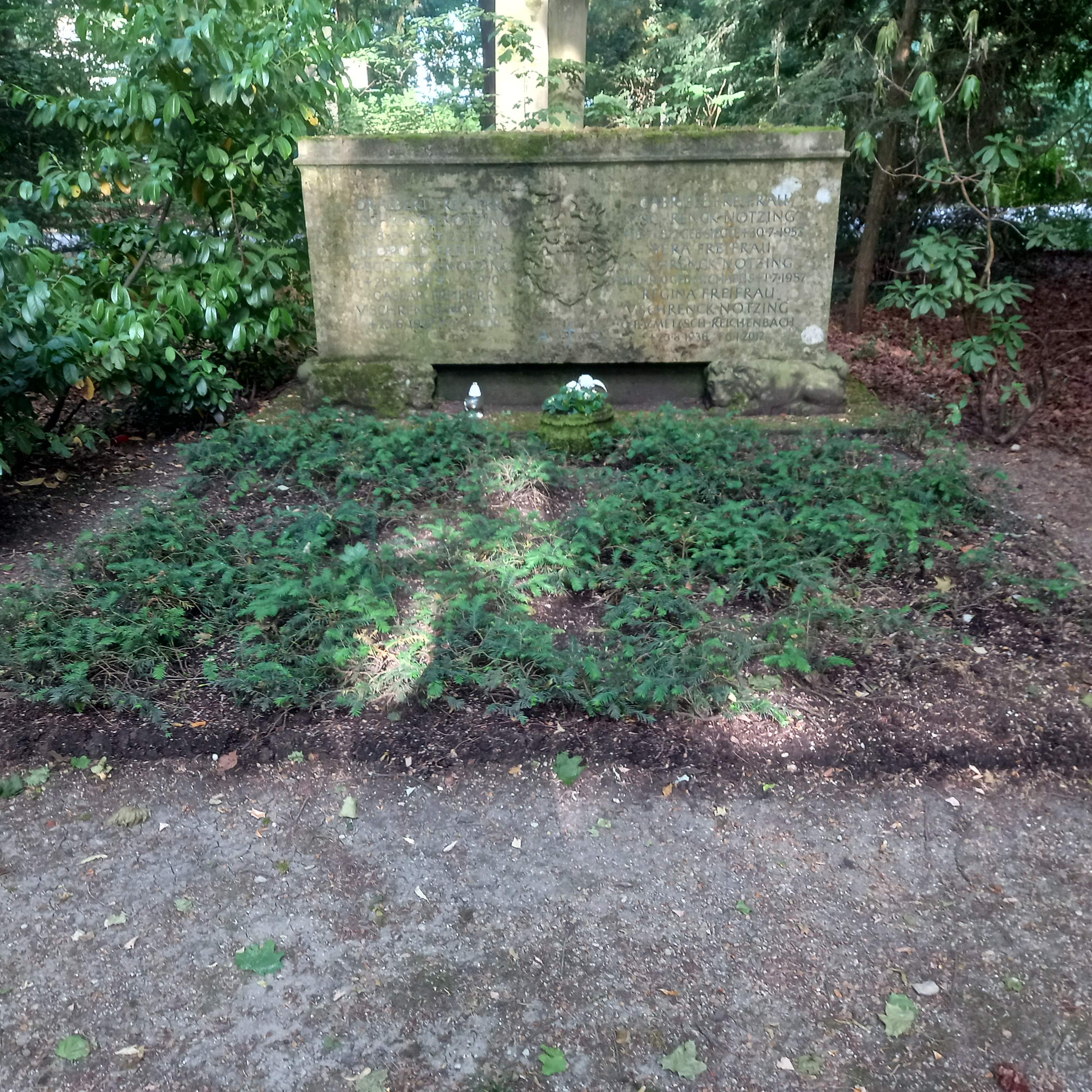
Das Grab von Albert von Schrenck-Notzing und seiner Ehefrau Gabriele geborene Siegle im Familiengrab auf dem Waldfriedhof (München)

Albert Freiherr von Schrenck-Notzing (* 18. Mai 1862 in Osternburg, Großherzogtum Oldenburg; † 12. Februar 1929 in München) war ein deutscher Mediziner und ein Pionier der Psychotherapie und der Parapsychologie. 

## Herkunft
Albert von Schrenck-Notzing entstammte dem alten Münchner Patriziergeschlecht der Schrenck von Notzing. Er war der Sohn des Rittmeisters Franz von Schrenck-Notzing (1824–1905) und dessen Ehefrau Meta Abbes (1842–1904). Sein Bruder Hermann (1863–1926) war Oberstleutnant, sein Onkel Wilhelm von Schrenck-Notzing (1828–1892) war Oberbürgermeister von Oldenburg.

## Leben

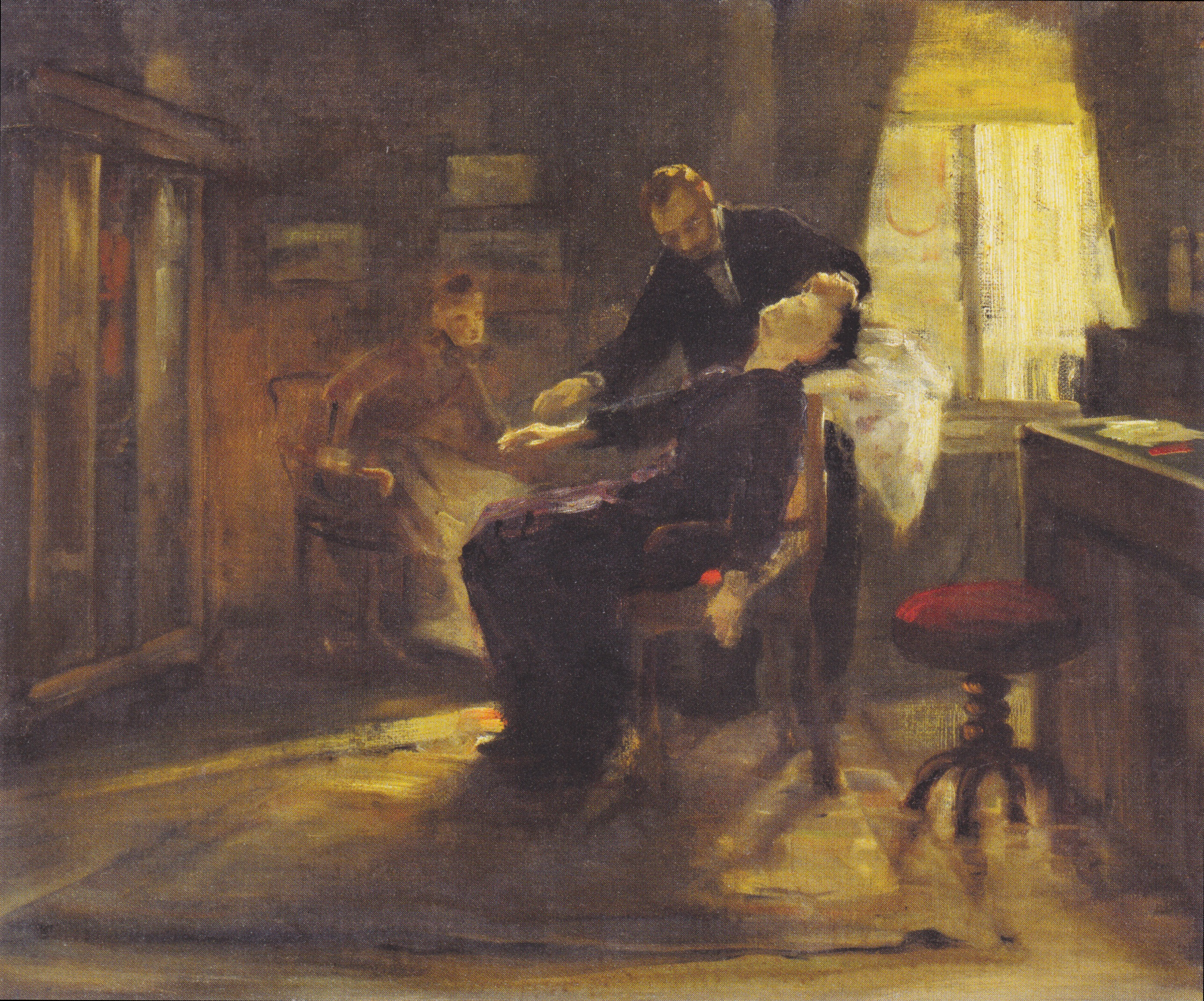
Hypnose bei Schrenck-Notzing, Gemäldeskizze von Albert von Keller, um 1885

Er studierte in München Medizin und promovierte 1888. Im darauffolgenden Jahr ließ er sich in München als praktischer Arzt nieder. Er widmete sich der medizinischen Psychologie, der Sexualmedizin und war der erste Psychotherapeut im süddeutschen Raum.
Bekannt wurde Schrenck-Notzing unter anderem durch seine Experimente mit Hypnose. 1886 gründete er mit dem Philosophen Carl du Prel in München die Psychologische Gesellschaft, die sich mit Themen befasste, welche heute überwiegend der Parapsychologie zugeordnet werden. Eng befreundet war er mit Gabriel von Max, der ähnliche Interessen verfolgte und den er gerne in der Ambacher Villa Max am Starnberger See besuchte. Schrenck-Notzings Frau Gabriele besaß ab 1924 die Villa Siegle (heute Villa Schrenck-Notzing genannt) in Ammerland am Starnberger See, die ihr ihr Vater Gustav Siegle hinterlassen hatte. Wegen der von ihm organisierten Séancen und okkultistischen Sitzungen wurde er auch „Geisterbaron“ genannt. Bekannt sind etwa Thomas Manns Berichte über Versuche mit dem Medium Willi Schneider, die in den frühen zwanziger Jahren mit Willi und Rudi Schneider stattfanden und von Schrenck-Notzing unter dem Titel Experimente der Fernbewegung veröffentlicht wurden. Schrenck-Notzing interessierte sich vor allem für das therapeutische Potenzial der Hypnose. Als Psychotherapeut entwickelte er neue Methoden zur Behandlung sexueller Dysfunktionen und der Neurasthenie.

## Familie
Schrenck-Notzing heiratete 1892 Gabriele Siegle (1872–1953), eine Tochter des Industriellen Gustav von Siegle. Mit ihr hatte er zwei Söhne:
- Leopold (1894–1970), 1929–1945 Mitglied des Aufsichtsrats der I. G. Farbenindustrie AG

⚭ 1918 (geschieden 1936) Gräfin Elisabeth von Arco-Zinneberg (1891–1938) (Enkelin von Maximilian von Arco-Zinneberg)
⚭ Vera Michaelis (* 1910)
- Gustav (1896–1943), Rittmeister, Kommandeur des Heeresrennstalls ⚭ 1923 (geschieden 1937) Marta Wedekind (* 1902) (Eltern des Publizisten Caspar von Schrenck-Notzing)

## Schriften
- Ein Beitrag zur therapeutischen Verwertung des Hypnotismus. Vogel, Leipzig 1888. Dissertation; urn:nbn:de:bvb:355-ubr02872-2.
- Die Suggestions-Therapie bei krankhaften Erscheinungen des Geschlechtssinnes. Enke, Stuttgart 1892; archive.org.
- Der Hypnotismus im Münchener Krankenhause (links der Isar): eine kritische Studie über die Gefahren der Suggestivbehandlung. Abel, Leipzig 1894; urn:nbn:de:bvb:355-ubr02843-2.
- Ein Beitrag zur Aetiologie der conträren Sexualempfindung. Hölder, Wien 1895.
- Ueber Spaltung der Persönlichkeit. Wien 1896.
- Suggestion und Erinnerverfälschung im Bertoldprozeß. Leipzig 1897.
- Kriminalpsychologische und psychopathologigische Studien: Gesammelte Aufsätze aus den Gebieten der Psychopathia sexualis, der gerichtlichen Psychiatrie und der Suggestionslehre. Barth, Leipzig 1902; archive.org.
- Die Traumtänzerin Magdeleine G. Eine psychologische Studie über Hypnose und dramatische Kunst. Ferdinand Enke, Stuttgart 1904; archive.org.
- Materialisations-Phänomene: Ein Beitrag zur Erforschung der mediumistischen Teleplastie. Reinhardt, München 1914.
- Der Kampf um die Materialisations-Phänomene : Eine Verteidigunsschrift. Reinhardt, München 1914; archive.org.
- Physikalische Phänomene des Mediumismus. Reinhardt, München 1920.
- Experimente der Fernbewegung (Telekinese) im psychologischen Institut der Münchener Universität. Union, Stuttgart 1924.
- Der Betrug des Mediums Ladislaus Laszlo. Leipzig 1924.
- Grundfragen der Parapsychologie. 1929.
- Die Entwicklung des Okkultismus zur wissenschaftlichen Parapsychologie in Deutschland. Leipzig 1932.
- Die Phänomene des Mediums Rudi Schneider. Aus dem Nachlass hrsg. von Gabriele Frfr. von Schrenck-Notzing. Mit einer Einleitung von Eugen Bleuler. De Gruyter, Leipzig 1933.

### Schrenck-Notzing als Romanfigur
- Jan Schomburg: Die Möglichkeit eines Wunders. Roman.  dtv, München 2024, ISBN 978-3-423-29018-0.